# Guardia Lombardi
Guardia Lombardi é uma comuna italiana da região da Campania, província de Avellino, com cerca de 2.029 habitantes. Estende-se por uma área de 55 km², tendo uma densidade populacional de 37 hab/km². Faz fronteira com Andretta, Bisaccia, Carife, Frigento, Morra De Sanctis, Rocca San Felice, Sant'Angelo dei Lombardi, Vallata.

## Demografia
| Variação demográfica do município entre 1861 e 2011                               |
|                                                                                   |
| Fonte: Istituto Nazionale di Statistica (ISTAT) - Elaboração gráfica da Wikipedia |